# V-Tetris
V-Tetris (Ｖ－テトリス) é um jogo de puzzle no estilo de Tetris que foi lançado para o console portátil Virtual Boy, em 1995.[carece de fontes?] Ele é um dos dois únicos jogos de Tetris que foram lançados para o portátil Virtual Boy, junto com o 3D Tetris. V-Tetris, diferente do 3D Tetris, é basicamente o mesmo que os jogos originais de Tetris, sendo a única diferente o modo de jogo cilíndrico, onde os blocos podem ser colocados em um espiral 3D.